# Catello Amarante (remero, 1979)
Catello Amarante (Castellammare di Stabia, 15 de agosto de 1979) es un deportista italiano que compitió en remo.
Participó en tres Juegos Olímpicos de Verano, obteniendo una medalla de bronce en Atenas 2004, en la prueba de cuatro sin timonel ligero, el cuarto lugar en Sídney 2000 y el séptimo en Pekín 2008, en la misma prueba.
Ganó seis medallas en el Campeonato Mundial de Remo entre los años 1998 y 2011, y una medalla de oro en el Campeonato Europeo de Remo de 2007.

## Palmarés internacional
| Juegos Olímpicos   | Juegos Olímpicos   | Juegos Olímpicos  | Juegos Olímpicos          |
| Año                | Lugar              | Medalla           | Prueba                    |
| ------------------ | ------------------ | ----------------- | ------------------------- |
| 2004               | Atenas (Grecia)    | Medalla de bronce | Cuatro sin timonel ligero |
| Campeonato Mundial |                    |                   |                           |
| Año                | Lugar              | Medalla           | Prueba                    |
| 1998               | Colonia (Alemania) | Medalla de plata  | Dos sin timonel ligero    |
| 2002               | Sevilla (España)   | Medalla de plata  | Cuatro sin timonel ligero |
| 2003               | Milán (Italia)     | Medalla de bronce | Cuatro sin timonel ligero |
| 2005               | Kaizu (Japón)      | Medalla de bronce | Dos sin timonel ligero    |
| 2007               | Múnich (Alemania)  | Medalla de bronce | Cuatro sin timonel ligero |
| 2011               | Bled (Eslovenia)   | Medalla de plata  | Ocho con timonel ligero   |
| Campeonato Europeo |                    |                   |                           |
| Año                | Lugar              | Medalla           | Prueba                    |
| 2007               | Poznań (Polonia)   | Medalla de oro    | Cuatro sin timonel ligero |